# 托爾瑙區

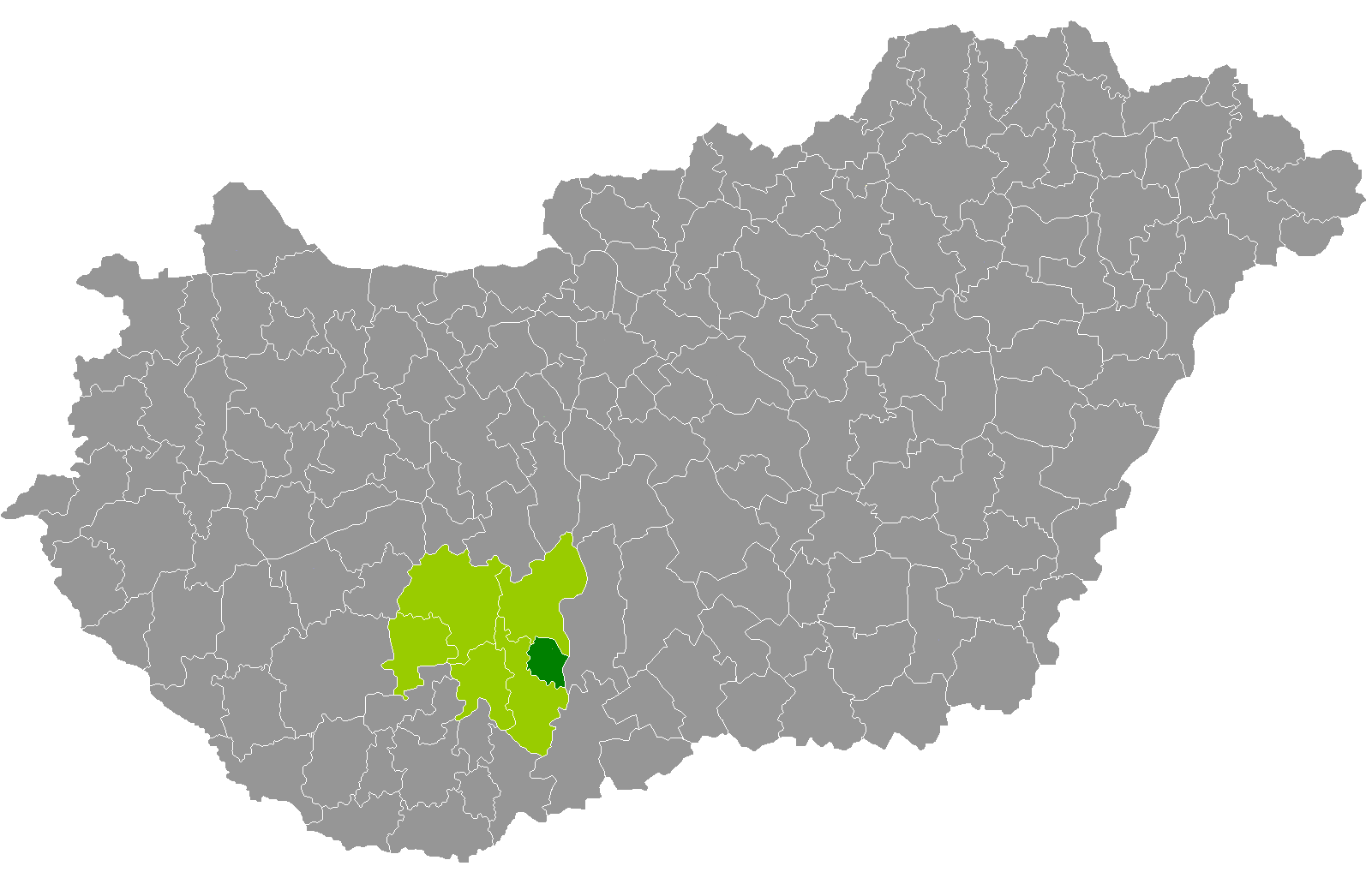

托爾瑙區（匈牙利語：Tolnai járás），是匈牙利托爾瑙州的一個區，位於該國南部，区府設於托爾瑙，面積205平方公里，2011年人口18,203，人口密度每平方公里89人。

## 市镇
托爾瑙区包含一个城镇、一个大村和2个村庄。